# 灰紅鸚鯛
灰紅鸚鯛，為輻鰭魚綱鱸形目隆頭魚亞目鸚哥魚科的其中一種，中西大西洋的委內瑞拉海域，棲息在珊瑚礁及海草床，以藻類為食。